# Любанский партизанский край
Любанский партизанский край — район партизанского движения на территории Белорусской ССР в годы Великой Отечественной войны, центром которого являлся Любанский район Минской области БССР. На день соединения с наступающими частями Красной армии в июле 1944 года партизанские бригады Любанщины в 32 отрядах насчитывали 5735 бойцов.

## История
Решение об организации партизанского сопротивления было принято Любанским райкомом КП(б)Б в первые недели войны. С целью организации и координации создававшихся отрядов на временно оккупированной территории остались председатель Любанского райисполкома А. С. Луферов, начальник межрайонного отдела НКВД Я. Д. Горбачев, начальник районного отдела внутренних дел Н. Е. Ермакович, директор совхоза «Жалы» А. А. Колганов, председатели сельсоветов А. Д. Прушак, С. Ф. Корнеев.
В начале сентября 1941 г. по указанию подпольного райкома партии партизаны совершили ночное нападение на помещение типографии, которую не успели эвакуировать, откуда были изъяты шрифты, типографская краска, валики, верстальная доска. Все это было доставлено на остров Зыслав, где был оперативно налажен выпуск листовок. В связи с постоянными угрозами со стороны карателей подпольная типография неоднократно перемещалась с места на место. Тем не менее, весной 1943 года было принято решение о выпуске регулярной газеты.
Первая крупная операция сформированных соединений была проведена 7 ноября 1941 года. В Любани был разгромлен оккупационный гарнизон, враг понес большие потери. Партизаны захватили оружие, боеприпасы, продукты питания, одежду. Успешная операция ускорила образование Любаньской партизанской зоны, которая окончательно сложилась к концу 1941 — началу 1942 года. Центр её располагался на территории Загальского сельсовета, зона полностью находилась под контролем партизан. К этому моменту в её состав входили часть Любанского и Старобинского районов, а к осени того же года территория зоны расширилась. От немцев частично освободили Стародорожский, Слуцкий, Гресский, Узденский, Краснослободский и Копыльский районы. Центр зоны был расположен на острове Зыслав в Загальском сельсовете Любанского района.
К осени 1941 года число партизанских отрядов увеличилось до тридцати трёх. С целью улучшения координации их деятельности подпольный обком партии 25 ноября принял решение о создании объединённого партизанского штаба, в задачу которого входило осуществление военного руководства формированиями в южных районах Минской области.
Летом 1942 года на острове Зыслав было начато строительство полевого аэродрома, а 22 сентября он принял первый самолёт с Большой земли. С этого времени партизаны получили постоянный канал доставки боеприпасов, снаряжения, медикаментов, а также эвакуации тяжелораненых.
В 418 деревнях была восстановлена советская власть, восстановлена работа сельсоветов. Из 12 довоенных сельских советов на Любанщине работала 9. В партизанской бригаде № 25 имени П. К. Пономоренки базировался Любанский райисполком, который возглавил А. С. Луферов. Продолжали существовать колхозы в деревнях Загалье и Татарка, Старасек, Жывунь, Падлуг, Аснички, Баяничи. Велся учёт трудодней.

## Попытки карательных операций
Всего за время существования Любанского партизанского края немецкими войсками были предприняты три крупные антипартизанские операции под следующими кодовыми наименованиями:
- «Бамберг»?!, март 1942 года, в которой приняли участие артиллерийский и три пехотные полки, два отдельных батальона полиции, кавалерийский эскадрон и авиационная эскадрилья.
- «Русалка», весна 1943 года, силами двадцати батальонов вспомогательной полиции и частей вермахта.
- «Марабу», весна 1944 года, с привлечением 23-го армейского корпуса 2-й немецкой армии группы армий «Центр», а также 810-го и 102-го охранных батальонов.

Все проведенные операции не нанесли ощутимого вреда партизанским соединениям, заблаговременно выходившим из окружения, но повлекли за собой значительные потери среди мирного населения. Так, например, в ходе операции «Русалка» немецкими войсками только одного 25-го вспомогательного батальона полиции было расстреляно 695 женщин, стариков и детей. В этот же период полностью были сожжены деревни Пагной, Дворище, Малые Городятичи, Приклинец, Обоз, часть Великих Городятич и Дворец. Больше тысячи юношей и девушек было схвачено для вывоза на каторжные работы в Германию.

## Память
В городе Любань, в сквере на улице Первомайской, в 1965 году был установлен мемориальный знак в честь воинских частей, освободивших Любанский район от немецких войск. На острове Зыслов создан одноимённый мемориальный комплекс, на территории которого последние 20 лет проходят межрегиональные военно-патриотические игры «Бастионы мужества».